# ۶۹۳ (خورشیدی)
۶۹۳ ششصد و نود و سومین سال هجری خورشیدی است.